# Drapelul Irlandei

Flag Ratio: 1:2

Steagul național al Irlandei (în irlandeză: An Bhratach Náisiúnta), cunoscut și ca tricolorul irlandez, este steagul național al Irlandei. Steagul a fost adoptat pentru prima oară ca drapel al Statului Liber Irlandez în 1922. Atunci când acetuia i-a succedat statul numit Irlanda ("Éire" în irlandeză), cunoscută și sub numele de Irlanda, tricolorul a primit statut constituțional în Constituția Irlandei din 1937.
Culorile steagului sunt inversate față de cele ale drapelului Coastei de Fildeș, care are și un raport de aspect de 2:3, față de 1:2 cum are cel al Irlandei.

## Istoricul steagului Irlandei

### Primul steag al Republicii Irlandeze

Primul steag al Republicii Irlandeze (1916)

Primul steag al Republicii Irlandeze, a fost ridicat deasupra Poștei Centrale din Dublin în timpul Revoluției de Paște (în engleză Easter Rising), care a avut loc în timpul Sărbătorilor de Paște, în anul 1916. Steagul a fost realizat de Mary Shannon la sediul Armatei Cetățenilor Irlandezi (în engleză Irish Citizen Army), în clădirea cunoscută ca Liberty Hall.
Originalul acestui prim steag al Republicii Irlandeze a fost capturat de trupele britanice și returnat Irlandei de către Guvernul Regatului Unit doar în anul 1966. Se află actualmente la Muzeul Național al Irlandei (în engleză National Museum of Ireland) din Dublin.
Steagul este dreptunghiular, cu un raport între lățime și lungime de 2:3. Pe un fond de verde smaragd, se află scrise cuvintele Irish (substantivul și adjectivul irlandez(ă)), pe primul rând, și Republic (substantivul republică), pe cel de-al doilea rând. Cele două cuvinte sunt realizate din două culori diferite, auriu în partea stângă și bej în partea dreaptă a literelor.